# 행잉록에서의 소풍
《행잉록에서의 소풍》(영어: Picnic at Hanging Rock)은 1975년 개봉한 오스트레일리아의 미스터리 드라마 영화이다. 피터 위어가 감독을, 클리프 그린이 각본을 맡았다. 조앤 린지의 동명 소설이 영화의 원작이다.

## 출연

### 주연
- 레이첼 로버츠
- 도미닉 가드
- 헬렌 모스

### 조연
- 재키 위버
- 앤-루이스 램버트
- 크리스틴 슐러

## 기타
- 원작자: 조안 린제이
- 의상: 주디스 도스먼